# Lenharrée
Lenharrée é uma comuna francesa na região administrativa do Grande Leste, no departamento de Marne. Estende-se por uma área de 17.75 km², e possui 97 habitantes, segundo o censo de 2018, com uma densidade de 5.5 hab/km².